# Matt Rao
Matthew (Matt) Rao (3 mei 1994) is een Brits autocoureur.

## Carrière
Rao begon zijn autosportcarrière in het karting op vijftienjarige leeftijd in 2009. In 2011 stapte hij over naar het formuleracing, waarbij hij uitkwam in enkele races van de Scholarship Class van de Britse Formule Ford voor het team Fluid Motorsport. Hij behaalde hier één overwinning en eindigde als tweede in het kampioenschap.
In 2012 maakte Rao de overstap naar de Duratec Class van de Britse Formule Ford, waarbij hij voor Fluid bleef rijden. Met vier overwinningen won hij dit kampioenschap. Ook eindigde hij als tiende in het kampioenschap, waarbij moet worden opgemerkt dat in de tweede helft van het seizoen enkel de EcoBoost-klasse punten kon scoren voor het kampioenschap. Aan het eind van het seizoen kwam hij uit in het winterkampioenschap van de Formule Renault BARC voor het team Hillspeed en eindigde hier als twintigste.
In 2013 stapte Rao over naar het hoofdkampioenschap van de Formule Renault BARC, dat was omgedoopt naar de Protyre Formule Renault, waarbij hij opnieuw voor Hillspeed reed. Met één podiumplaats op het Snetterton Motor Racing Circuit eindigde hij als vijftiende in het kampioenschap met 128 punten.
In de winter van 2014 nam Rao deel aan de Toyota Racing Series in Nieuw-Zeeland en kwam uit voor het team Giles Motorsport. Met een vijfde plaats op het Hampton Downs Motorsport Park als beste resultaat eindigde hij als veertiende in het kampioenschap met 389 punten. Vervolgens maakte hij zijn Formule 3-debuut in het Britse Formule 3-kampioenschap voor het team Fortec Motorsports. Hij behaalde vijf overwinningen en met tien andere podiumplaatsen eindigde hij achter Martin Cao als tweede in het kampioenschap met twee punten achterstand.
In 2015 maakt Rao de overstap naar het Europees Formule 3-kampioenschap, waarin hij voor Fortec blijft rijden.